# Renato Goupil
San René Goupil (Saint-Martin-du-Bois, Francia, mayo de 1608 - Auriesville, Estado de Nueva York, Estados Unidos, 29 de septiembre de 1642) fue un santo mártir jesuita y el primer mártir católico de los EE. UU..
En 1642 fue martirizado por los mohawk en el poblado de Ossernenon. Los jesuitas Isaac Jogues y Juan de Lalande también fueron martirizados en este lugar. En su honor se construyó el Santuario Nacional de los Mártires Norteamericanos en Auriesville, Estado de Nueva York. Su fiesta es el 19 de octubre en el Calendario romano general y el 26 de septiembre en Canadá.

## Biografía
Fue bautizado en St-Martin-du-Bois, cerca de Angers, en Francia, el 15 de mayo de 1608. Era hijo de Hipolite y de Luce Provost Goupil. Estuvo trabajando como anestesista en Orleans. Posteriormente entró en el noviciado de la Compañía de Jesús en París el 16 de marzo de 1639. Dejó el noviciado debido a su sordera.
Goupil fue de voluntario como misionero laico para ayudar a los jesuitas en Francia. En 1640 llegó a Nueva Francia. De 1640 a 1642 estuvo en la Misión de Saint-Joseph de Sillery, cerca de Quebec, donde se hizo cargo de los enfermos y los heridos en el hospital.
En 1642 Goupil fue a las misiones de los hurones con cuarenta personas, entre las que había varios jefes hurones y el sacerdote jesuita Isaac Jogues. Fueron capturados por los iroqueses mohawk, llevados al este, al poblado de Ossernenon (La tradición católica indica que el poblado se encontraba en Auriesville, aunque a finales del siglo XX algunos historiadores y arqueólogos dijeron que estaba a unos 14 kilómetros al oeste de esta ciudad), actual condado de Glen, estado de Nueva York, Estados Unidos. y torturados. Tras enseñarle a un chico mohawk la señal de la cruz, Goupil fue asesinado el Día de San Miguel Arcángel, el 29 de septiembre de 1642, con un tomahawk. Murió pronunciando el Sagrado Nombre de Jesús, como había aprendido a hacer en el caso de martirio. Jogues lo presenció y le dio la absolución antes de su muerte. Antes de su martirio, Goupil había realizado sus votos religiosos como jesuita laico ante Jogues.  Muchos de los 24 hurones que acompañaron a Goupil fueron bautizados como católicos. Como aquella tribu era enemiga de los mohawk, fueron torturados con los métodos habituales de los iroqueses antes de ejecutaros.
Fue canonizado por Pío XI el 29 de junio de 1930, junto con siete mártires del Canadá.
Es el patrón de los anestesistas.

## Compañeros Mártires
- Juan de Brébeuf
- Isaac Jogues
- Natalio Chabanel
- Gabriel Lalemant
- Antonio Daniel
- Renato Goupil
- Carlos Garnier
- Juan de Lalande